# Sinfonía n.º 15 (Mozart)

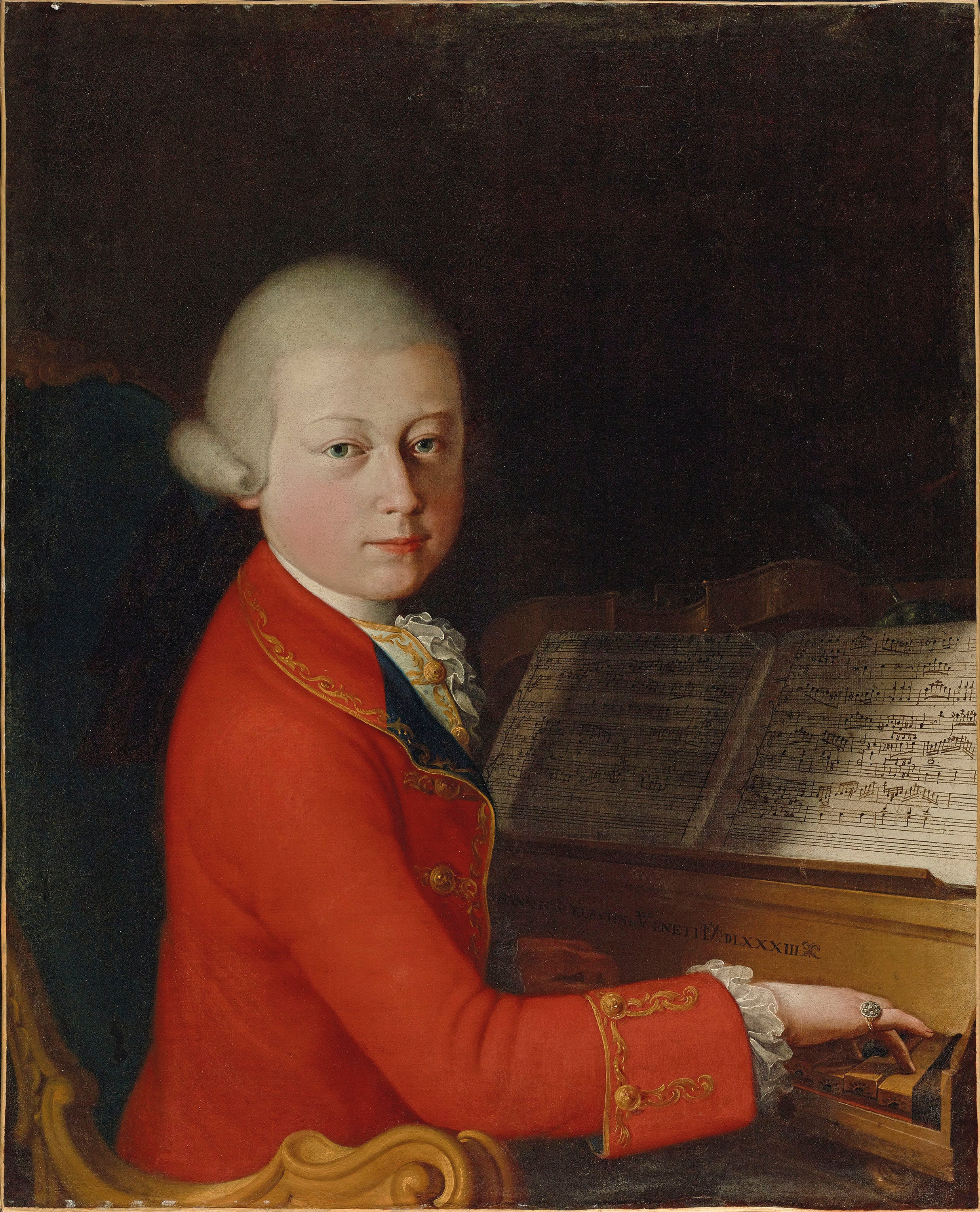
Mozart en 1770.

La Sinfonía n.º 15 en sol mayor, K. 124 fue compuesta por Wolfgang Amadeus Mozart y fechada el 21 de febrero de 1772, cuando el compositor tenía dieciséis años.

## Historia

### Contexto

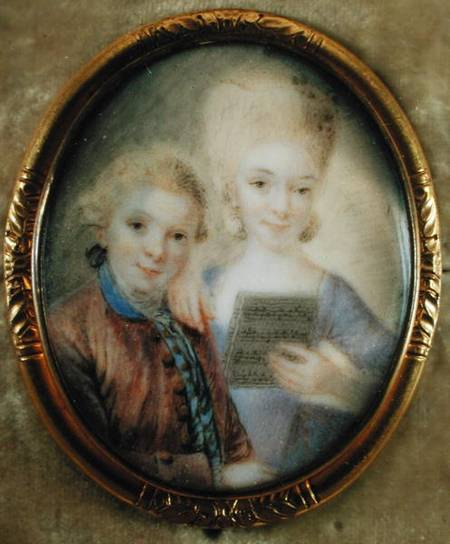
Wolfgang y Nannerl hacia 1763.

La carrera de Mozart como sinfonista había empezado en Londres durante el gran viaje de la familia Mozart por Europa entre junio de 1763 y noviembre de 1766. El padre Leopold Mozart planeó la gira para exhibir a sus prodigiosos hijos, Wolfgang y Nannerl en las principales cortes europeas. En ese tiempo Wolfgang compuso sus primeras obras del género, que tenían una deuda sustancial con las sinfonías de estilo galante italianizante en tres movimientos de Carl Friedrich Abel y Johann Christian Bach; también escuchó las sinfonías de compositores relevantes como Thomas Arne, William Boyce y Giuseppe Sammartini. Posteriormente Leopold y sus hijos pasaron en Viena varios meses de 1768 durante los cuales el joven maestro hizo un esfuerzo consciente por adaptar su estilo sinfónico a los gustos del público vienés, adoptando entre otras cosas la estructura en cuatro movimientos. Una afortunada consecuencia de los largos viajes del compositor en ciernes fue el contacto que le proporcionaron con una generosa muestra representativa de las tradiciones musicales europeas: alemana, británica, francesa e italiana.
El joven compositor y su padre realizaron tres viajes a Italia entre diciembre de 1769 y en mayo de 1773. En este periodo alternó sus visitas con estancias en Salzburgo durante las cuales creó la ópera Mitrídates, rey de Ponto, así como varias sinfonías con apreciable influencia del gusto italiano por la ópera bufa. En 1772 y 1773 el maestro austríaco vivió una etapa de entusiasmo por la escritura sinfónica, produciendo cada año siete nuevas sinfonías (n.º 15 - n.º 27). Después redujo su actividad en este campo y en los dos años siguientes sólo aparecieron tres nuevas piezas del género (n.º 28, 29 y 30).

### Composición
La composición de la obra se desarrolló durante las primeras semanas de 1772 en Salzburgo. La partitura autógrafa está fechada el 21 de febrero de 1772, se conserva en la actualidad en la Biblioteca Jagellónica de Cracovia y se puede consultar online. Lleva la inscripción “Sinfonia del Sigr: Cavaliere Wolfgango amadeo Mozart Salisburgo 21 de febrero de 1772”. Una nota en el manuscrito autógrafo indica que fue escrita para una ocasión religiosa, posiblemente en honor del nuevo arzobispo de Salzburgo. Esta fue la segunda sinfonía que Mozart escribió en Salzburgo tras su segundo viaje a Italia. El joven maestro escribió seis sinfonías más en 1772 y otras 28 en los cuatro años siguientes, una intensidad de composición sinfónica que ningún otro compositor ha igualado jamás.

### Estreno y publicación
No se sabe con certeza la fecha y el lugar en que tuvo lugar el estreno de la sinfonía.
La primera edición fue llevada a cabo en 1880 por la editorial Breitkopf & Härtel en Leipzig, que publicó bajo la denominación Wolfgang Amadeus Mozarts Werke, Serie VIII, No. 15 tanto las partes como la partitura completa.

## Instrumentación
La partitura está escrita para una orquesta formada por:
- Viento madera: 2 oboes y [1 fagot].
- Viento metal: 2 trompas en sol.
- Teclado: [clavecín].
- Cuerda: una sección de cuerdas con 2 violines (primero y segundo), viola, violonchelo y contrabajo.

Los dos oboes solo aparecen en el segundo movimiento. En las orquestas de aquella época era una práctica común emplear el fagot y el clavecín, si estaban presentes en la orquesta, para reforzar la línea del bajo o bien como continuo, incluso sin notación separada.

## Estructura y análisis
La sinfonía consta de tres movimientos:
- I. Allegro, en sol mayor 3
4
- II. Andante, en do mayor 2
4
- III. Menuetto, en sol mayor – Trio, en re mayor 3
4
- IV. Presto, en sol mayor 2
4

La interpretación de esta obra dura aproximadamente entre 10 y 15 minutos. Se trata de una sinfonía ligeramente más seria y más convencional que su predecesora, terminada menos de dos meses antes.

### I.Allegro
El primer movimiento, Allegro, está escrito en la tonalidad de sol mayor, en compás de 3/4 y sigue la forma sonata. El movimiento de apertura ha sido descrito como innovador y «atrevido», debido a sus variaciones de tempo. Está escrito para vientos y cuerdas. Se inicia con un tema anguloso que domina la sección de desarrollo, sobre todo en la falsa repetición en relativo menor.

### II.Andante
El segundo movimiento, Andante, está en do mayor y en compás de 2/4. El movimiento lento es tranquilo y retoma la orquesta al completo, con predominio de las cuerdas, pero con delicados acordes de oboe y trompa en los puntos clave.

### III.Menuetto–Trio
El tercer movimiento, Menuetto – Trio, está en sol mayor que en el trío pasa a re mayor y el compás es 3/4. El minueto es contundente, casi hasta el punto de la brusquedad. El trío central es un cantabile escrito sólo para cuerdas.

### IV.Presto
El cuarto y último movimiento, Presto, retoma la tonalidad inicial y el compás es 2/4. El Finale se caracteriza por su buen humor y frivolidad, con "numerosos desenlaces falsos para tirar la casa abajo". Se trata de un jovial rondó que se abre con la misma fanfarria que la sinfonía anterior. El resto del movimiento es alegre, aunque convencional, hasta que la coda pasa por una rápida y estrafalaria serie de fanfarrias, acordes sincopados, trémolos, que culminan en una brillante fanfarria de cierre.